# Jan-Willem Veening
Jan-Willem Veening (26 december 1978, Vries) is een moleculair geneticus die als adjunct-hoogleraar verbonden is aan de Rijksuniversiteit Groningen. Zijn vakgebied betreft de microbiologie en de toegepaste microbiologie. Zijn expertise ligt op het gebied van de moleculaire genetica, de bacteriologie, de medische microbiologie en de systeembiologie en synthetische biologie.

## Biografie
Jan-Willem Veening studeerde biologie in Groningen van 1997 tot 2002 en studeerde cum laude af. In 2007 promoveerde hij aan de Rijksuniversiteit Groningen (cum laude) bij Oscar Kuipers en Leendert Hamoen met het proefschrift Phenotypic variation in Bacillus subtilis: Bistability in the sporulation pathway. Van 2006 tot 2009 deed Veening postdoctoraal onderzoek aan het Centrum voor Bacteriële Celbiologie van de Universiteit van Newcastle in de groep van Jeff Errington.
Veening is adjunct-hoogleraar aan de Rijksuniversiteit Groningen en tevens bestuurslid van de sectie Algemene en Moleculaire Microbiologie van de Koninklijke Nederlandse Vereniging voor Microbiologie (KNVM). In 2015 is hij voor een periode van vijf jaar benoemd tot lid van De Jonge Akademie (KNAW). De European Molecular Biology Organization (EMBO) heeft hem van 2014 tot 2017 benoemd tot Young Investigator. Op 1 oktober 2016 werd Veening tevens benoemd tot hoogleraar (professeur ordinair) aan de Universiteit van Lausanne bij de vakgroep fundamentele microbiologie.

## Onderzoek
In 2009 richtte Veening zijn eigen onderzoeksgroep op aan het Groningen Biomolecular Sciences and Biotechnology Institute van de Rijksuniversiteit Groningen. Deze groep doet name onderzoek naar de bacterie Streptococcus pneumoniae (pneumococcus).

## Subsidies
Veening ontving diverse subsidies voor zijn onderzoek. Een selectie van die subsidies:
- Als beginnend onderzoeker in 2010: een Veni-subsidie van € 250.000 van de Nederlandse Organisatie voor Wetenschappelijk Onderzoek (NWO) voor het onderzoek How bacteria get in shape.[6] NWO noemt dit de vernieuwingsimpuls Veni die is bestemd als financieringsinstrument om pas gepromoveerde onderzoekers de kans te geven hun ideeën verder te ontwikkelen.[7]
- In 2013: een Vidi-beurs van € 800.000 van de Nederlandse Organisatie voor Wetenschappelijk Onderzoek (NWO) voor het onderzoek Hoe bacteriën in vorm raken.[8]
- In 2013: een startsubsidie (ERC starting grant) van € 1,5 miljoen van de Europese onderzoeksraad voor het onderzoeksvoorstel Noise in gene expression as a determinant of virulence of the human pathogen Streptococcus pneumoniae.[9]

## Publicaties (selectie)
Veening werkte mee aan talloze publicaties, die enkele duizenden maal werden geciteerd. Een selectie van de belangrijkste publicaties:
- A mechanism for cell-cycle regulation of sporulation initiation in Bacillus subtilis. Genes & Development (2009).[12]
- Transient heterogeneity in extracellular protease production by Bacillus subtilis. Molecular Systems Biology (2008).[13]
- Bet-hedging and epigenetic inheritance in bacterial cell development. PNAS (2008).[14]